# Джильмар Лора
Карлос Джильмар Лора Сааведра (ісп. Carlos Jhilmar Lora Saavedra ; рід. 24 жовтня 2000, Ліма) — перуанський футболіст, захисник клубу «Спортінг Крістал» та збірної Перу.

## Клубна кар'єра
Лора народився 24 жовтня 2000 року в Лімі. У 2004 році почав грати за молодіжну команду «Альянсу Ліма», а в 2011 році став гравцем молодіжної команди клубу «Спортінг Крістал». 7 серпня 2019 року він підписав свій перший професійний контракт і був переведений до першої команди. 9 листопада 2019 дебютував за першу команду в матчі чемпіонату проти «Мельгара», вийшовши на заміну на 61-й хвилині замість Ренсо Реворедо. У сезоні 2020 року 4 рази виходив у стартовому складі у матчах чемпіонату та за підсумками сезону став у складі клубу чемпіоном Перу. 31 січня 2021 «Спортінг Кристал» підтвердив продовження контракту з Лорою до кінця 2023. 13 березня віддав першу в кар'єрі гольову передачу на Крістофера Гонсалеса у матчі 1 туру нового сезону проти клубу «Депортіво Бінасьональ» (4:0). 21 квітня 2021 року дебютував на Кубку Лібертадорес у матчі проти «Сан-Паулу» (0:3), вийшовши на заміну на 82-й хвилині.

## Кар'єра у збірній
27 квітня 2021 року тренер Рікардо Гарека представив попередню заявку національної збірної Перу на Кубок Америки 2021 з 50 викликаних гравців, до якої увійшов Джильмар Лора. 21 травня він був вперше викликаний у збірну на матчі відбірного турніру чемпіонату світу 2022 проти Колумбії та Еквадору. 10 червня увійшов до остаточної заявки збірної на Кубок Америки в Бразилії.
У чвертьфінальному матчі турніру проти Парагваю Лора дебютував за збірну, вийшовши на поле замість Альдо Корсо на 90+2 хвилині. Матч завершився з рахунком 3:3, а збірна Перу виграла за пенальті. У наступних матчах, півфіналі проти Бразилії (0:1) та матчі за 3 місце проти Колумбії (2:3), Лора виходив на поле замість Корсо ще двічі і за підсумками турніру зайняв зі своєю збірною четверте місце.

## Статистика

### Клубна
| Виступи           | Виступи           | Виступи           | Лига | Лига | Кубки | Кубки | Континент. | Континент. | Прочие | Прочие | Всього | Всього |
| Клуб              | Ліга              | Сезон             | Ігри | Голи | Ігри  | Голи  | Ігри       | Голи       | Ігри   | Голи   | Ігри   | Голи   |
| ----------------- | ----------------- | ----------------- | ---- | ---- | ----- | ----- | ---------- | ---------- | ------ | ------ | ------ | ------ |
| Спортинг Кристал  | Лига 1            | 2019              | 1    | 0    | —     | —     | —          | —          | —      | —      | 1      | 0      |
| 2020              | 4                 | 0                 | —    | —    | —     | —     | —          | —          | 4      | 0      |        |        |
| 2021              | 21                | 0                 | —    | —    | 10    | 0     | —          | —          | 31     | 0      |        |        |
| Всього            | Всього            | 26                | 0    | 0    | 0     | 10    | 0          | 0          | 0      | 36     | 0      |        |
| Всього за кар'єру | Всього за кар'єру | Всього за кар'єру | 26   | 0    | 0     | 0     | 10         | 0          | 0      | 0      | 36     | 0      |

### У збірній
| Збірна | Рік   | Ігри | Голи |
| ------ | ----- | ---- | ---- |
| Перу   | 2021  | 4    | 0    |
| Перу   | 2022  | 2    | 0    |
| Разом  | Разом | 6    | 0    |

### Матчі за збірну
Матчі Лори за збірну Перу № Дата Суперник Рахунок Турнір 1 2 липня 2021  Парагвай 3:3 Кубок Америки 2021 2 5 липня 2021  Бразилія 0:1 Кубок Америки 2021 3 9 липня 2021  Колумбія 2:3 Кубок Америки 2021 4 14 Жовтень 2021  Аргентина 1:0 Чемпіонат світу з футболу 2022 }
Разом: 3 матчі; 1 нічия, 2 поразки.